# Aphilopota seyrigi
Aphilopota seyrigi är en fjärilsart som beskrevs av Pierre E.L. Viette 1973. Aphilopota seyrigi ingår i släktet Aphilopota och familjen mätare. Inga underarter finns listade i Catalogue of Life.